# Anna Askew

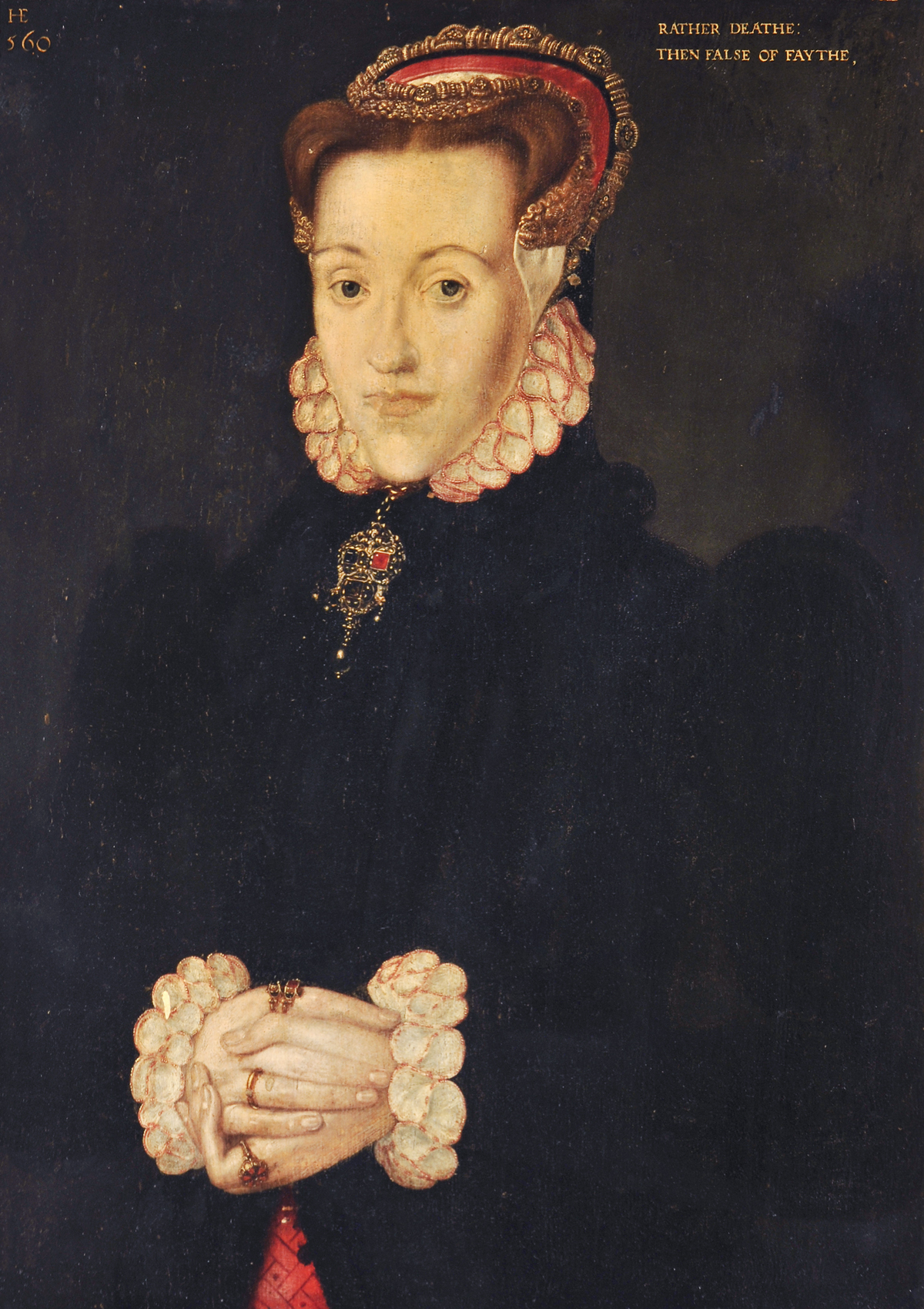
Portret Anny Askew

Anna Askew (ur. 1521, zm. 16 lipca 1546) – angielska poetka. Po mężu nosiła nazwisko Kyme, którego nie używała jednak w swojej działalności ewangelizacyjnej. Małżeństwo było nieudane, ponieważ po pierwsze zostało zaaranżowane przez jej ojca (dziewczyna zastąpiła swoją zmarłą siostrę, wcześniej obiecaną kawalerowi), po drugie, dlatego że mąż nie akceptował jej wiary i w końcu wyrzucił ją z domu, mimo że Anna urodziła mu dwoje dzieci.
Była głęboko wierzącą protestantką, oskarżoną o herezję z powodu swych ewangelickich przekonań religijnych, niezgodnych z oficjalną doktryną episkopalnego Kościoła Anglii. Po torturach w Tower of London, którym została poddana, została spalona na stosie.
Anna Askew uważana jest za niezłomną bohaterkę wyznania reformowanego i męczennicę za wiarę, jak również za prototyp współczesnej feministki, a w każdym razie kobiety niezależnej, dążącej do realizacji swoich zainteresowań.
Za najbardziej znany utwór Anny Askew uchodzi wiersz zatytułowany The Ballad which Anne Askew made and sang when she was in Newgate.
Na język polski przełożono fragmenty utworów lirycznych Anny Askew, wyrażające jej silną wiarę.
Kaźń Anny Askew znalazła swój literacki obraz w powieści Alison Weir Lady Jane. Niewinna zdrajczyni. Powieść ta została opublikowana w Polsce w tłumaczeniu Adama Tuza przez Wydawnictwo Astra w 2013 roku.